# Ronde van Portugal 2014
De 76e editie van de wielerwedstrijd Ronde van Portugal (Portugees: Volta a Portugal em Bicicleta Liberty Seguros 2014) vond van 30 juli tot en met 10 augustus 2014 plaats in Portugal. De meerdaagse wielerkoers maakte deel uit van de UCI Europe Tour 2014, in de categorie 2.1. Titelverdediger was de Spanjaard Alejandro Marque. Zijn landgenoot Gustavo Veloso won deze editie.

## Deelnemende Ploegen
| ProContinentaal        | Continentaal         | Continentaal             | Nationaal |
| ---------------------- | -------------------- | ------------------------ | --------- |
| Caja Rural-Seguros RGA | Banco BIC-Carmim     | Efapel-Glassdrive        | Portugal  |
|                        | LA Aluminios-Antarte | Louletano-Dunas Douradas |           |
|                        | OFM-Quinta da Lixa   | Rádio Popular            |           |
|                        | 4-72-Colombia        | Burgos-BH                |           |
|                        | Ecuador              | Christina Watches-Kuma   |           |
|                        | Lokosphinx           | Stölting                 |           |
|                        | Stuttgart            | UKYO                     |           |

## Etappe-overzicht
| etappe  | datum       | start              | finish               | type                | afstand  | winnaar            | klassementsleider  |
| ------- | ----------- | ------------------ | -------------------- | ------------------- | -------- | ------------------ | ------------------ |
| Proloog | 30 juli     | Fafe               | Fafe                 | Proloog             | 6,8 km   | Víctor de la Parte | Víctor de la Parte |
| 1e      | 31 juli     | Lousada            | Maia                 | Heuvelrit           | 183,5 km | Phil Bauhaus       | Víctor de la Parte |
| 2e      | 1 augustus  | Gondomar           | Braga                | Heuvelrit           | 171,8 km | Davide Viganò      | Víctor de la Parte |
| 3e      | 2 augustus  | Viana do Castelo   | Montalegre           | Bergrit             | 180 km   | David Belda        | Gustavo Veloso     |
| 4e      | 3 augustus  | Boticas            | Mondim de Basto      | Bergrit             | 192,5 km | Edgar Pinto        | Gustavo Veloso     |
| 5e      | 4 augustus  | Alvarengo          | Santo Tirso          | Bergrit             | 161,3 km | David Belda        | Gustavo Veloso     |
| 6e      | 5 augustus  | Oliveira do Bairro | Viseu                | Bergrit             | 155 km   | Phil Bauhaus       | Gustavo Veloso     |
|         | 6 augustus  | Rustdag            | Rustdag              | Rustdag             | Rustdag  | Rustdag            | Rustdag            |
| 7e      | 7 augustus  | Belmonte           | Seia (alto da Torre) | Bergrit             | 172,5 km | Rui Sousa          | Gustavo Veloso     |
| 8e      | 8 augustus  | Sabugal            | Castelo Branco       | Heuvelrit           | 194 km   | Sergej Sjilov      | Gustavo Veloso     |
| 9e      | 9 augustus  | Oleiros            | Sertã                | Individuele tijdrit | 28,9 km  | Gustavo Veloso     | Gustavo Veloso     |
| 10e     | 10 augustus | Burinhosa          | Lissabon             | Heuvelrit           | 176,1 km | Manuel Cardoso     | Gustavo Veloso     |

## Etappe-uitslagen

### Proloog
| Fafe - Fafe (6,8 km (ITT)) |                      |                        |       |
| Plaats                     | Naam                 | Ploeg                  | Tijd  |
| Winnaar                    | Víctor de la Parte   | Efapel-Glassdrive      | 8'56" |
| 2                          | Gustavo Veloso       | OFM-Quinta da Lixa     | + 4"  |
| 3                          | Luis León Sánchez    | Caja Rural-Seguros RGA | + 10" |
| 4                          | Sergej Sjilov        | Lokosphinx             | + 14" |
| 5                          | Edgar Pinto          | LA Aluminios-Antarte   | + 15" |
| 6                          | Stefan Schumacher    | Christina Watches-Kuma | z.t.  |
| 7                          | Sérgio Sousa         | Efapel-Glassdrive      | + 17" |
| 8                          | José Toribio Alcolea | UKYO                   | + 19" |
| 9                          | Delio Fernández      | OFM-Quinta da Lixa     | + 20" |
| 10                         | Rubén Fernández      | Caja Rural-Seguros RGA | + 21" |

### 1e etappe
| Lousada - Maia (183,5 km) |                        |                        |          |
| Plaats                    | Naam                   | Ploeg                  | Tijd     |
| Winnaar                   | Phil Bauhaus           | Stölting               | 4u51'10" |
| 2                         | Manuel Cardoso         | Banco BIC-Carmim       | z.t.     |
| 3                         | Davide Viganò          | Caja Rural-Seguros RGA | z.t.     |
| 4                         | Filipe Cardoso         | Efapel-Glassdrive      | z.t.     |
| 5                         | Sergej Sjilov          | Lokosphinx             | z.t.     |
| 6                         | Yukihiro Doi           | UKYO                   | z.t.     |
| 7                         | Asbjørn Kragh Andersen | Christina Watches-Kuma | z.t.     |
| 8                         | Samuel Caldeira        | OFM-Quinta da Lixa     | z.t.     |
| 9                         | Francesco Lasca        | Caja Rural-Seguros RGA | z.t.     |
| 10                        | César Fonte            | Rádio Popular          | z.t.     |

| Algemeen klassement |                      |                        |          |
| Plaats              | Naam                 | Ploeg                  | Tijd     |
| Gele trui           | Víctor de la Parte   | Efapel-Glassdrive      | 5u00'06" |
| 2                   | Gustavo Veloso       | OFM-Quinta da Lixa     | + 4"     |
| 3                   | Luis León Sánchez    | Caja Rural-Seguros RGA | + 10"    |
| 4                   | Sergej Sjilov        | Lokosphinx             | + 14"    |
| 5                   | Edgar Pinto          | LA Aluminios-Antarte   | + 15"    |
| 6                   | Stefan Schumacher    | Christina Watches-Kuma | z.t.     |
| 7                   | Sérgio Sousa         | Efapel-Glassdrive      | + 17"    |
| 8                   | José Toribio Alcolea | UKYO                   | + 19"    |
| 9                   | Delio Fernández      | OFM-Quinta da Lixa     | + 20"    |
| 10                  | Rubén Fernández      | Caja Rural-Seguros RGA | + 21"    |

### 2e etappe
| Gondomar - Braga (171,8 km) |                 |                          |          |
| Plaats                      | Naam            | Ploeg                    | Tijd     |
| Winnaar                     | Davide Viganò   | Caja Rural-Seguros RGA   | 4u20'58" |
| 2                           | Filipe Cardoso  | Efapel-Glassdrive        | z.t.     |
| 3                           | Hugo Sabido     | LA Aluminios-Antarte     | z.t.     |
| 4                           | Daniel Mestre   | Banco BIC-Carmim         | z.t.     |
| 5                           | Jordi Simón     | Ecuador                  | z.t.     |
| 6                           | César Fonte     | Rádio Popular            | z.t.     |
| 7                           | Delio Fernández | OFM-Quinta da Lixa       | z.t.     |
| 8                           | Arkaitz Durán   | OFM-Quinta da Lixa       | z.t.     |
| 9                           | Micael Isidoro  | Louletano-Dunas Douradas | z.t.     |
| 10                          | Ricardo Mestre  | Efapel-Glassdrive        | z.t.     |

| Algemeen klassement |                    |                        |          |
| Plaats              | Naam               | Ploeg                  | Tijd     |
| Gele trui           | Víctor de la Parte | Efapel-Glassdrive      | 9u21'04" |
| 2                   | Gustavo Veloso     | OFM-Quinta da Lixa     | + 4"     |
| 3                   | Luis León Sánchez  | Caja Rural-Seguros RGA | z.t.     |
| 4                   | Edgar Pinto        | LA Aluminios-Antarte   | + 15"    |
| 5                   | Sérgio Sousa       | Efapel-Glassdrive      | + 17"    |
| 6                   | Delio Fernández    | OFM-Quinta da Lixa     | + 20"    |
| 7                   | Rubén Fernández    | Caja Rural-Seguros RGA | + 21"    |
| 8                   | Ricardo Vilela     | OFM-Quinta da Lixa     | + 22"    |
| 9                   | Joni Brandão       | Efapel-Glassdrive      | + 24"    |
| 10                  | Daniel Silva       | Rádio Popular          | + 28"    |

### 3e etappe
| Viana do Castelo - Montalegre |                   |                        |          |
| Plaats                        | Naam              | Ploeg                  | Tijd     |
| Winnaar                       | David Belda       | Burgos-BH              | 5u09'03" |
| 2                             | Ricardo Mestre    | Efapel-Glassdrive      | + 12"    |
| 3                             | Gustavo Veloso    | OFM-Quinta da Lixa     | z.t.     |
| 4                             | Omar Fraile       | Caja Rural-Seguros RGA | + 25"    |
| 5                             | Edgar Pinto       | LA Aluminios-Antarte   | + 27"    |
| 6                             | Delio Fernández   | OFM-Quinta da Lixa     | z.t.     |
| 7                             | Arkaitz Durán     | OFM-Quinta da Lixa     | z.t.     |
| 8                             | Higinio Fernández | Ecuador                | z.t.     |
| 9                             | Sérgio Sousa      | Efapel-Glassdrive      | z.t.     |
| 10                            | Joni Brandão      | Efapel-Glassdrive      | z.t.     |

| Algemeen klassement |                    |                        |           |
| Plaats              | Naam               | Ploeg                  | Tijd      |
| Gele trui           | Gustavo Veloso     | OFM-Quinta da Lixa     | 14u30'23" |
| 2                   | Víctor de la Parte | Efapel-Glassdrive      | + 11"     |
| 3                   | Luis León Sánchez  | Caja Rural-Seguros RGA | + 21"     |
| 4                   | Edgar Pinto        | LA Aluminios-Antarte   | + 26"     |
| 5                   | Ricardo Mestre     | Efapel-Glassdrive      | + 27"     |
| 6                   | Sérgio Sousa       | Efapel-Glassdrive      | + 28"     |
| 7                   | Delio Fernández    | OFM-Quinta da Lixa     | + 31"     |
| 8                   | Rubén Fernández    | Caja Rural-Seguros RGA | + 32"     |
| 9                   | Ricardo Vilela     | OFM-Quinta da Lixa     | + 33"     |
| 10                  | Joni Brandão       | Efapel-Glassdrive      | + 35"     |

### 4e etappe
| Boticas - Mondim de Basto (192,5 km) |                   |                        |          |
| Plaats                               | Naam              | Ploeg                  | Tijd     |
| Winnaar                              | Edgar Pinto       | LA Aluminios-Antarte   | 5u18'08" |
| 2                                    | Gustavo Veloso    | OFM-Quinta da Lixa     | z.t.     |
| 3                                    | Joni Brandão      | Efapel-Glassdrive      | + 8"     |
| 4                                    | Delio Fernández   | OFM-Quinta da Lixa     | z.t.     |
| 5                                    | Luis León Sánchez | Caja Rural-Seguros RGA | z.t.     |
| 6                                    | Ricardo Mestre    | Efapel-Glassdrive      | + 10"    |
| 7                                    | Rubén Fernández   | Caja Rural-Seguros RGA | + 14"    |
| 8                                    | Jordi Simón       | Ecuador                | + 16"    |
| 9                                    | David Belda       | Burgos-BH              | z.t.     |
| 10                                   | Rui Sousa         | Rádio Popular          | z.t.     |

| Algemeen klassement |                   |                          |           |
| Plaats              | Naam              | Ploeg                    | Tijd      |
| Gele trui           | Gustavo Veloso    | OFM-Quinta da Lixa       | 19u48'31" |
| 2                   | Edgar Pinto       | LA Aluminios-Antarte     | + 26"     |
| 3                   | Luis León Sánchez | Caja Rural-Seguros RGA   | + 29"     |
| 4                   | Ricardo Mestre    | Efapel-Glassdrive        | + 37"     |
| 5                   | Delio Fernández   | OFM-Quinta da Lixa       | + 39"     |
| 6                   | Joni Brandão      | Efapel-Glassdrive        | + 43"     |
| 7                   | Rubén Fernández   | Caja Rural-Seguros RGA   | + 46"     |
| 8                   | David Belda       | Burgos-BH                | + 53"     |
| 9                   | Hernâni Brôco     | Louletano-Dunas Douradas | + 1'00"   |
| 10                  | Rui Sousa         | Rádio Popular            | + 1'01"   |

### 5e etappe
| Alvarengo - Santo Tirso (161,3 km) |                   |                        |          |
| Plaats                             | Naam              | Ploeg                  | Tijd     |
| Winnaar                            | David Belda       | Burgos-BH              | 4u09'21" |
| 2                                  | Delio Fernández   | OFM-Quinta da Lixa     | + 3"     |
| 3                                  | Gustavo Veloso    | OFM-Quinta da Lixa     | z.t.     |
| 4                                  | Joni Brandão      | Efapel-Glassdrive      | z.t.     |
| 5                                  | Luis León Sánchez | Caja Rural-Seguros RGA | z.t.     |
| 6                                  | Ricardo Mestre    | Efapel-Glassdrive      | + 7"     |
| 7                                  | Edgar Pinto       | LA Aluminios-Antarte   | z.t.     |
| 8                                  | Rui Sousa         | Rádio Popular          | + 9"     |
| 9                                  | Omar Fraile       | Caja Rural-Seguros RGA | z.t.     |
| 10                                 | Rubén Fernández   | Caja Rural-Seguros RGA | z.t.     |

| Algemeen klassement |                   |                          |           |
| Plaats              | Naam              | Ploeg                    | Tijd      |
| Gele trui           | Gustavo Veloso    | OFM-Quinta da Lixa       | 23u57'55" |
| 2                   | Luis León Sánchez | Caja Rural-Seguros RGA   | + 29"     |
| 3                   | Edgar Pinto       | LA Aluminios-Antarte     | + 30"     |
| 4                   | Delio Fernández   | OFM-Quinta da Lixa       | + 39"     |
| 5                   | Ricardo Mestre    | Efapel-Glassdrive        | + 41"     |
| 6                   | Joni Brandão      | Efapel-Glassdrive        | + 43"     |
| 7                   | David Belda       | Burgos-BH                | + 50"     |
| 8                   | Rubén Fernández   | Caja Rural-Seguros RGA   | + 52"     |
| 9                   | Rui Sousa         | Rádio Popular            | + 1'07"   |
| 10                  | Hernâni Brôco     | Louletano-Dunas Douradas | + 1'11"   |

### 6e etappe
| Oliveira do Bairro - Viseu (155 km) |                         |                          |          |
| Plaats                              | Naam                    | Ploeg                    | Tijd     |
| Winnaar                             | Phil Bauhaus            | Stölting                 | 4u03'05" |
| 2                                   | Davide Viganò           | Caja Rural-Seguros RGA   | z.t.     |
| 3                                   | Vicente García          | Louletano-Dunas Douradas | z.t.     |
| 4                                   | Asbjørn Kragh Andersen  | Christina Watches-Kuma   | z.t.     |
| 5                                   | Alexander Krieger       | Stuttgart                | z.t.     |
| 6                                   | Samuel Caldeira         | OFM-Quinta da Lixa       | z.t.     |
| 7                                   | Filipe Cardoso          | Efapel-Glassdrive        | z.t.     |
| 8                                   | Francesco Lasca         | Caja Rural-Seguros RGA   | z.t.     |
| 9                                   | Jorge Martín Montenegro | Louletano-Dunas Douradas | z.t.     |
| 10                                  | Delio Fernández         | OFM-Quinta da Lixa       | z.t.     |

| Algemeen klassement |                   |                          |           |
| Plaats              | Naam              | Ploeg                    | Tijd      |
| Gele trui           | Gustavo Veloso    | OFM-Quinta da Lixa       | 28u01'00" |
| 2                   | Luis León Sánchez | Caja Rural-Seguros RGA   | + 29"     |
| 3                   | Edgar Pinto       | LA Aluminios-Antarte     | + 30"     |
| 4                   | Delio Fernández   | OFM-Quinta da Lixa       | + 39"     |
| 5                   | Ricardo Mestre    | Efapel-Glassdrive        | + 41"     |
| 6                   | Joni Brandão      | Efapel-Glassdrive        | + 43"     |
| 7                   | David Belda       | Burgos-BH                | + 50"     |
| 8                   | Rubén Fernández   | Caja Rural-Seguros RGA   | + 52"     |
| 9                   | Rui Sousa         | Rádio Popular            | + 1'07"   |
| 10                  | Hernâni Brôco     | Louletano-Dunas Douradas | + 1'11"   |

### 7e etappe
| Belmonte - Seia (alto da Torre) (172,5 km) |                    |                          |          |
| Plaats                                     | Naam               | Ploeg                    | Tijd     |
| Winnaar                                    | Rui Sousa          | Rádio Popular            | 5u06'39" |
| 2                                          | Joni Brandão       | Efapel-Glassdrive        | + 39"    |
| 3                                          | Edgar Pinto        | LA Aluminios-Antarte     | z.t.     |
| 4                                          | Gustavo Veloso     | OFM-Quinta da Lixa       | z.t.     |
| 5                                          | Sandro Silva       | Louletano-Dunas Douradas | + 47"    |
| 6                                          | Virgílio Santos    | Rádio Popular            | + 51"    |
| 7                                          | Delio Fernández    | OFM-Quinta da Lixa       | + 1'03"  |
| 8                                          | Ricardo Vilela     | OFM-Quinta da Lixa       | + 2'01"  |
| 9                                          | Ricardo Mestre     | Efapel-Glassdrive        | + 2'17"  |
| 10                                         | Víctor de la Parte | Efapel-Glassdrive        | z.t.     |

| Algemeen klassement |                    |                          |           |
| Plaats              | Naam               | Ploeg                    | Tijd      |
| Gele trui           | Gustavo Veloso     | OFM-Quinta da Lixa       | 33u08'18" |
| 2                   | Rui Sousa          | Rádio Popular            | + 28"     |
| 3                   | Edgar Pinto        | LA Aluminios-Antarte     | + 30"     |
| 4                   | Joni Brandão       | Efapel-Glassdrive        | + 43"     |
| 5                   | Delio Fernández    | OFM-Quinta da Lixa       | + 1'03"   |
| 6                   | Ricardo Mestre     | Efapel-Glassdrive        | + 2'19"   |
| 7                   | Sandro Silva       | Louletano-Dunas Douradas | + 2'43"   |
| 8                   | Ricardo Vilela     | OFM-Quinta da Lixa       | + 2'54"   |
| 9                   | Virgílio Santos    | Rádio Popular            | + 3'44"   |
| 10                  | Víctor de la Parte | Efapel-Glassdrive        | + 4'36"   |

### 8e etappe
| Sabugal - Castelo Branco (194 km) |                         |                          |          |
| Plaats                            | Naam                    | Ploeg                    | Tijd     |
| Winnaar                           | Sergej Sjilov           | Lokosphinx               | 4u48'21" |
| 2                                 | Samuel Caldeira         | OFM-Quinta da Lixa       | z.t.     |
| 3                                 | Manuel Cardoso          | Banco BIC-Carmim         | z.t.     |
| 4                                 | Filipe Cardoso          | Efapel-Glassdrive        | z.t.     |
| 5                                 | Davide Viganò           | Caja Rural-Seguros RGA   | z.t.     |
| 6                                 | Maximilian Werda        | Stölting                 | z.t.     |
| 7                                 | Jorge Martín Montenegro | Louletano-Dunas Douradas | z.t.     |
| 8                                 | Delio Fernández         | OFM-Quinta da Lixa       | z.t.     |
| 9                                 | Daniel Freitas          | LA Aluminios-Antarte     | z.t.     |
| 10                                | Edson Calderón          | 4-72-Colombia            | z.t.     |

| Algemeen klassement |                    |                          |           |
| Plaats              | Naam               | Ploeg                    | Tijd      |
| Gele trui           | Gustavo Veloso     | OFM-Quinta da Lixa       | 37u56'39" |
| 2                   | Rui Sousa          | Rádio Popular            | + 28"     |
| 3                   | Edgar Pinto        | LA Aluminios-Antarte     | + 30"     |
| 4                   | Joni Brandão       | Efapel-Glassdrive        | + 43"     |
| 5                   | Delio Fernández    | OFM-Quinta da Lixa       | + 1'03"   |
| 6                   | Ricardo Mestre     | Efapel-Glassdrive        | + 2'19"   |
| 7                   | Sandro Silva       | Louletano-Dunas Douradas | + 2'52"   |
| 8                   | Ricardo Vilela     | OFM-Quinta da Lixa       | + 2'54"   |
| 9                   | Virgílio Santos    | Rádio Popular            | + 3'44"   |
| 10                  | Víctor de la Parte | Efapel-Glassdrive        | + 4'36"   |

### 9e etappe
| Oleiros - Sertã (28,9 km (ITT)) |                    |                        |         |
| Plaats                          | Naam               | Ploeg                  | Tijd    |
| Winnaar                         | Gustavo Veloso     | OFM-Quinta da Lixa     | 35'07"  |
| 2                               | Víctor de la Parte | Efapel-Glassdrive      | + 55"   |
| 3                               | Stefan Schumacher  | Christina Watches-Kuma | + 1'18" |
| 4                               | Luis León Sánchez  | Caja Rural-Seguros RGA | + 1'23" |
| 5                               | Rui Sousa          | Rádio Popular          | + 1'33" |
| 6                               | Ricardo Vilela     | OFM-Quinta da Lixa     | + 1'37" |
| 7                               | Manuel Amaro       | Banco BIC-Carmim       | + 1'48" |
| 8                               | Sergej Sjilov      | Lokosphinx             | z.t.    |
| 9                               | Delio Fernández    | OFM-Quinta da Lixa     | + 1'51" |
| 10                              | Hugo Sabido        | LA Aluminios-Antarte   | + 2'00" |

| Algemeen klassement |                    |                          |           |
| Plaats              | Naam               | Ploeg                    | Tijd      |
| Gele trui           | Gustavo Veloso     | OFM-Quinta da Lixa       | 38u31'46" |
| 2                   | Rui Sousa          | Rádio Popular            | + 2'01"   |
| 3                   | Delio Fernández    | OFM-Quinta da Lixa       | + 2'54"   |
| 4                   | Joni Brandão       | Efapel-Glassdrive        | + 3'10"   |
| 5                   | Edgar Pinto        | LA Aluminios-Antarte     | + 3'26"   |
| 6                   | Ricardo Vilela     | OFM-Quinta da Lixa       | + 4'31"   |
| 7                   | Víctor de la Parte | Efapel-Glassdrive        | + 5'31"   |
| 8                   | Sandro Silva       | Louletano-Dunas Douradas | + 6'51"   |
| 9                   | Virgílio Santos    | Rádio Popular            | + 6'58"   |
| 10                  | Manuel Amaro       | Banco BIC-Carmim         | + 7'20"   |

### 10e etappe
| Burinhosa - Lissabon (176,1 km) |                         |                          |          |
| Plaats                          | Naam                    | Ploeg                    | Tijd     |
| Winnaar                         | Manuel Cardoso          | Banco BIC-Carmim         | 4u08'21" |
| 2                               | Davide Viganò           | Caja Rural-Seguros RGA   | z.t.     |
| 3                               | Sergej Sjilov           | Lokosphinx               | z.t.     |
| 4                               | Stefan Schumacher       | Christina Watches-Kuma   | z.t.     |
| 5                               | Filipe Cardoso          | Efapel-Glassdrive        | z.t.     |
| 6                               | Alexander Krieger       | Stuttgart                | z.t.     |
| 7                               | José Gonçalves          | Portugal                 | z.t.     |
| 8                               | Maximilian Werda        | Stölting                 | z.t.     |
| 9                               | Jorge Martín Montenegro | Louletano-Dunas Douradas | z.t.     |
| 10                              | Christian Mager         | Stölting                 | z.t.     |

## Eindklassementen
| Plaats    | Naam                | Ploeg                    | Tijd      |
| --------- | ------------------- | ------------------------ | --------- |
| Gele trui | Gustavo Veloso      | OFM-Quinta da Lixa       | 42u40'23" |
| 2         | Rui Sousa           | Rádio Popular            | + 1'45"   |
| 3         | Delio Fernández     | OFM-Quinta da Lixa       | + 2'38"   |
| 4         | Joni Brandão        | Efapel-Glassdrive        | + 2'54"   |
| 5         | Edgar Pinto         | LA Aluminios-Antarte     | + 3'10"   |
| 6         | Ricardo Vilela      | OFM-Quinta da Lixa       | + 4'38"   |
| 7         | Víctor de la Parte  | Efapel-Glassdrive        | + 5'15"   |
| 8         | Virgílio Santos     | Rádio Popular            | + 6'42"   |
| 9         | Manuel Amaro        | Banco BIC-Carmim         | + 7'04"   |
| 10        | Sandro Silva        | Louletano-Dunas Douradas | + 7'08"   |
| 11        | Nuno Ribeiro        | OFM-Quinta da Lixa       | + 7'25"   |
| 12        | Hernâni Brôco       | Louletano-Dunas Douradas | + 7'29"   |
| 13        | José Gonçalves      | Portugal                 | + 8'49"   |
| 14        | Hugo Sabido         | LA Aluminios-Antarte     | + 10'02"  |
| 15        | António Carvalho    | LA Aluminios-Antarte     | + 10'45"  |
| 16        | David Belda         | Burgos-BH                | + 10'52"  |
| 17        | Higinio Fernández   | Ecuador                  | + 11'52"  |
| 18        | Sérgio Sousa        | Efapel-Glassdrive        | + 12'36"  |
| 19        | David Rodrigues     | Portugal                 | + 12'40"  |
| 20        | Federico Figueiredo | Rádio Popular            | + 13'46"  |

| Plaats    | Naam           | Ploeg                  | Punten |
| --------- | -------------- | ---------------------- | ------ |
| Rode trui | Davide Viganò  | Caja Rural-Seguros RGA | 100    |
| 2         | Gustavo Veloso | OFM-Quinta da Lixa     | 90     |
| 3         | Manuel Cardoso | Banco BIC-Carmim       | 81     |

| Plaats      | Naam             | Ploeg                | Punten |
| ----------- | ---------------- | -------------------- | ------ |
| Blauwe trui | António Carvalho | LA Aluminios-Antarte | 81     |
| 2           | Gustavo Veloso   | OFM-Quinta da Lixa   | 46     |
| 3           | Edgar Pinto      | LA Aluminios-Antarte | 39     |

| Plaats     | Naam                 | Ploeg                  | Tijd      |
| ---------- | -------------------- | ---------------------- | --------- |
| Witte trui | David Rodrigues      | Portugal               | 42u53'03" |
| 2          | Frederico Figueiredo | Rádio Popular          | + 1'06"   |
| 3          | Heiner Parra         | Caja Rural-Seguros RGA | + 7'43"   |

| Plaats | Ploeg              | Tijd       |
| ------ | ------------------ | ---------- |
|        | OFM-Quinta da Lixa | 128u07'46" |
| 2      | Efapel-Glassdrive  | + 5'49"    |
| 3      | Rádio Popular      | + 11'07"   |

## Klassementenverloop
| Etappe       | Winnaar            | Algemeen klassement · | Puntenklassement · | Bergklassement · | Jongerenklassement · | Ploegenklassement · |
| ------------ | ------------------ | --------------------- | ------------------ | ---------------- | -------------------- | ------------------- |
| P            | Víctor de la Parte | Víctor de la Parte    | niet uitgereikt    | niet uitgereikt  | Rubén Fernández      | Efapel-Glassdrive   |
| 1            | Phil Bauhaus       | Víctor de la Parte    | Phil Bauhaus       | Pablo Torres     | Rubén Fernández      | Efapel-Glassdrive   |
| 2            | Davide Viganò      | Víctor de la Parte    | Davide Viganò      | António Carvalho | Rubén Fernández      | Efapel-Glassdrive   |
| 3            | David Belda        | Gustavo Veloso        | Davide Viganò      | António Carvalho | Rubén Fernández      | Efapel-Glassdrive   |
| 4            | Edgar Pinto        | Gustavo Veloso        | Davide Viganò      | António Carvalho | Rubén Fernández      | OFM-Quinta da Lixa  |
| 5            | David Belda        | Gustavo Veloso        | David Belda        | António Carvalho | Rubén Fernández      | OFM-Quinta da Lixa  |
| 6            | Phil Bauhaus       | Gustavo Veloso        | Davide Viganò      | António Carvalho | Rubén Fernández      | OFM-Quinta da Lixa  |
| 7            | Rui Sousa          | Gustavo Veloso        | Davide Viganò      | António Carvalho | Heiner Parra         | OFM-Quinta da Lixa  |
| 8            | Sergej Sjilov      | Gustavo Veloso        | Davide Viganò      | António Carvalho | Heiner Parra         | OFM-Quinta da Lixa  |
| 9            | Gustavo Veloso     | Gustavo Veloso        | Gustavo Veloso     | António Carvalho | David Rodrigues      | OFM-Quinta da Lixa  |
| 10           | Manuel Cardoso     | Gustavo Veloso        | Davide Viganò      | António Carvalho | David Rodrigues      | OFM-Quinta da Lixa  |
| 0Eindstanden | 0Eindstanden       | Gustavo Veloso        | Davide Viganò      | António Carvalho | David Rodrigues      | OFM-Quinta da Lixa  |

## UCI Europe Tour
In deze Ronde van Portugal waren punten te verdienen voor de ranking in de UCI Europe Tour 2014. Enkel renners die uitkwamen voor een (pro-)continentale ploeg, maakten aanspraak om punten te verdienen.
| Positie                      | 1e | 2e | 3e | 4e | 5e | 6e | 7e | 8e | 9e | 10e | 11e | 12e |
| Eindklassement               | 80 | 56 | 32 | 24 | 20 | 16 | 12 | 8  | 7  | 6   | 5   | 3   |
| Per etappe                   | 16 | 11 | 6  | 5  | 4  | 2  |    |    |    |     |     |     |
| Drager leiderstrui (per dag) | 8  |    |    |    |    |    |    |    |    |     |     |     |

| #  | Renner                 | Ploeg                    | Punten |
| -- | ---------------------- | ------------------------ | ------ |
| 1  | Gustavo Veloso         | OFM-Quinta da Lixa       | 201    |
| 2  | Rui Sousa              | Rádio Popular            | 76     |
| 3  | Víctor de la Parte     | Efapel-Glassdrive        | 63     |
| 4  | Delio Fernández        | OFM-Quinta da Lixa       | 50     |
| 4  | Edgar Pinto            | LA Aluminios-Antarte     | 50     |
| 6  | Davide Viganò          | Caja Rural-Seguros RGA   | 48     |
| 7  | Joni Brandão           | Efapel-Glassdrive        | 46     |
| 8  | Manuel Cardoso         | Banco BIC-Carmim         | 33     |
| 9  | David Belda            | Burgos-BH                | 32     |
| 10 | Phil Bauhaus           | Stölting                 | 32     |
| 11 | Sergej Sjilov          | Lokosphinx               | 31     |
| 12 | Filipe Cardoso         | Efapel-Glassdrive        | 25     |
| 13 | Luis León Sánchez      | Caja Rural-Seguros RGA   | 19     |
| 14 | Ricardo Vilela         | OFM-Quinta da Lixa       | 18     |
| 15 | Ricardo Mestre         | Efapel-Glassdrive        | 15     |
| 16 | Samuel Caldeira        | OFM-Quinta da Lixa       | 13     |
| 17 | Virgílio Santos        | Rádio Popular            | 10     |
| 17 | Sandro Silva           | Louletano-Dunas Douradas | 10     |
| 19 | Stefan Schumacher      | Christina Watches-Kuma   | 8      |
| 20 | Manuel Amaro           | Banco BIC-Carmim         | 7      |
| 21 | Hugo Sabido            | LA Aluminios-Antarte     | 6      |
| 21 | Vicente García         | Louletano-Dunas Douradas | 6      |
| 21 | Alexander Krieger      | Stuttgart                | 6      |
| 24 | Daniel Mestre          | Banco BIC-Carmim         | 5      |
| 24 | Omar Fraile            | Caja Rural-Seguros RGA   | 5      |
| 24 | Asbjørn Kragh Andersen | Christina Watches-Kuma   | 5      |
| 24 | Nuno Ribeiro           | OFM-Quinta da Lixa       | 5      |
| 28 | Jordi Simón            | Ecuador                  | 4      |
| 29 | Hernâni Brôco          | Louletano-Dunas Douradas | 3      |
| 30 | Yukihiro Doi           | UKYO                     | 2      |
| 30 | César Fonte            | Rádio Popular            | 2      |
| 30 | Maximilian Werda       | Stölting                 | 2      |

Mannen: 1927 · 
1928–1930 · 
1931 · 
1932 · 
1933 · 
1934 · 
1935 · 
1936–1937 · 
1938 · 
1939 · 
1940 · 
1941 · 
1942–1945 · 
1946 · 
1947 · 
1948 · 
1949 · 
1950 · 
1951 · 
1952 · 
1953 · 
1954 · 
1955 · 
1956 · 
1957 · 
1958 · 
1959 · 
1960 · 
1961 · 
1962 · 
1963 · 
1964 · 
1965 · 
1966 · 
1967 · 
1968 · 
1969 · 
1970 · 
1971 · 
1972 · 
1973 · 
1974 · 
1975 · 
1976 · 
1977 · 
1978 · 
1979 · 
1980 · 
1981 · 
1982 · 
1983 · 
1984 · 
1985 · 
1986 · 
1987 · 
1988 · 
1989 · 
1990 · 
1991 · 
1992 · 
1993 · 
1994 · 
1995 · 
1996 · 
1997 · 
1998 · 
1999 · 
2000 · 
2001 · 
2002 · 
2003 · 
2004 · 
2005 · 
2006 · 
2007 · 
2008 · 
2009 · 
2010 · 
2011 · 
2012 · 
2013 · 
2014 · 
2015 · 
2016 · 
2017 ·
2018 · 
2019 · 
2020 ·
2021 ·
2022 ·
2023 · 2024 · 2025
Vrouwen: 2021 · 2022 · 2023 · 2024 · 2025
Etappewedstrijden

 Ster van Bessèges ·
 Ronde van de Middellandse Zee ·
 Ruta del Sol ·
 Ronde van de Algarve ·
 Ronde van de Haut-Var ·
 Driedaagse van West-Vlaanderen ·
 Internationale Wielerweek ·
 Internationaal Wegcriterium ·
 Driedaagse van De Panne-Koksijde ·
 Ronde van de Sarthe ·
 Ronde van Trentino ·
 Ronde van Turkije ·
 Vierdaagse van Duinkerke ·
 Ronde van Azerbeidzjan ·
 Szlakiem Grodów Piastowskich ·
 Ronde van Castilië en León ·
 Ronde van Picardië ·
 Ronde van Noorwegen ·
 World Ports Classic ·
 Ronde van Beieren ·
 Ronde van België ·
 Tour des Fjords ·
 Ronde van Estland ·
 Ronde van Luxemburg ·
 Boucles de la Mayenne ·
 Ster ZLM Toer ·
 Ronde van Slovenië ·
 Route du Sud ·
 Ronde van Oostenrijk ·
 Sibiu Cycling Tour ·
 Ronde van Wallonië ·
 Ronde van Portugal ·
 Ronde van Denemarken ·
 Ronde van de Ain ·
 Ronde van Burgos ·
 Arctic Race of Norway ·
 Ronde van de Limousin ·
 Ronde van Poitou-Charentes ·
 Ronde van Groot-Brittannië ·
 Ronde van Gévaudan Languedoc-Roussillon ·
 Eurométropole Tour
Eendaagse wedstrijden

 GP La Marseillaise ·
 Grote Prijs van de Etruskische Kust ·
 Trofeo Palma ·
 Trofeo Ses Salines ·
 Trofeo Serra de Tramuntana ·
 Trofeo Platja de Muro ·
 Trofeo Laigueglia ·
 Ronde van Murcia ·
 Omloop Het Nieuwsblad ·
 Classic Sud Ardèche ·
 GP Lugano ·
 Clásica de Almería ·
 Kuurne-Brussel-Kuurne ·
 La Drôme Classic ·
 Le Samyn ·
 GP Città di Camaiore ·
 Strade Bianche ·
 Roma Maxima ·
 Ronde van Drenthe ·
 Dwars door Drenthe ·
 Nokere Koerse ·
 GP Nobili Rubinetterie ·
 Handzame Classic ·
 Classic Loire-Atlantique ·
 Grote Prijs van Cholet-Pays de Loire ·
 Dwars door Vlaanderen ·
 Route Adélie de Vitré ·
 Volta Limburg Classic ·
 Grote Prijs Miguel Indurain ·
 Ronde van La Rioja ·
 Scheldeprijs ·
 GP Cerami ·
 Klasika Primavera ·
 Parijs-Camembert ·
 Brabantse Pijl ·
 GP Denain ·
 Ronde van de Finistère ·
 Tro Bro Léon ·
 Ronde van Keulen ·
 La Roue Tourangelle ·
 Rund um den Finanzplatz Eschborn-Frankfurt ·
 Ronde van de Somme ·
 ProRace Berlin ·
 Grote Prijs van Plumelec ·
 Boucles de l'Aulne ·
 Ronde van Zeeland Seaports ·
 GP Kanton Aargau ·
 Ronde van Limburg ·
 Ronde van de Apennijnen ·
 Halle-Ingooigem ·
 Prueba Villafranca de Ordizia ·
 GP Industria & Artigianato-Larciano ·
 Ronde van Toscane ·
 Circuito de Getxo ·
 Polynormande ·
 RideLondon Classic ·
 GP Stad Zottegem ·
 Arnhem-Veenendaal Classic ·
 Châteauroux Classic de l'Indre ·
 Druivenkoers Overijse ·
 Brussels Cycling Classic ·
 GP Fourmies ·
 Ronde van de Doubs ·
 GP Jef Scherens ·
 Coppa Bernocchi ·
 GP van Wallonië ·
 Coppa Agostoni ·
 Ronde van de Drie Valleien ·
 Kampioenschap van Vlaanderen ·
 Grote Prijs Impanis-Van Petegem ·
 Memorial Marco Pantani ·
 GP Industria & Commercio di Prato ·
 GP van Isbergues ·
 Omloop van het Houtland ·
 Duo Normand ·
 Milaan-Turijn ·
 Ronde van het Münsterland ·
 Ronde van de Vendée ·
 Memorial Frank Vandenbroucke ·
 Coppa Sabatini ·
 Parijs-Bourges ·
 Ronde van Emilia ·
 Parijs-Tours ·
 GP Beghelli ·
 Nationale Sluitingsprijs ·
 Chrono des Nations